# Wolfram Siebeck

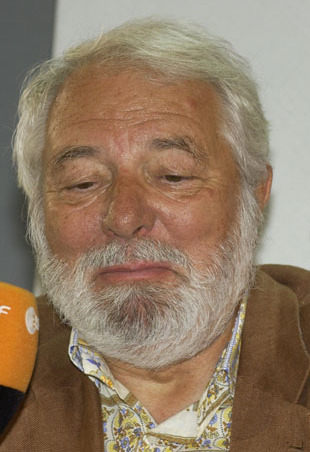
Wolfram Siebeck, 2004

Wolfram Siebeck (* 19. September 1928 in Duisburg; † 7. Juli 2016 in Lahr/Schwarzwald) war ein deutscher Gastronomiekritiker, Journalist und Buchautor.

## Leben
Siebeck war der Sohn des Verwaltungsbeamten und späteren Wirtes Walter Siebeck und seiner Frau Alma, geb. Gutzeit. Er wuchs in Essen und Bochum auf. Am Kriegsende geriet er in Kriegsgefangenschaft; die britische Armee internierte ihn einige Monate auf der Insel Fehmarn.
In den ersten Jahren der Nachkriegszeit verdiente sich Siebeck seinen Lebensunterhalt mit dem Malen von Reklameschildern. Als 1948 zeitgleich mit der Währungsreform die WAZ gegründet wurde, bekam Siebeck dort eine Anstellung als Pressezeichner.
Später arbeitete er zusammen mit seinem Freund Roland Topor. Aufgrund einer kleinen Erbschaft konnte Siebeck ab 1950 die Werkkunstschule in Wuppertal besuchen. In diese Zeit fiel auch seine erste Reise nach Frankreich. Als Willy Fleckhaus 1959 in Köln die Zeitschrift Twen gründete, bekam Siebeck darin eine kulinarische Kolumne. Joseph Wechsberg war ein Vorbild für ihn. Mit Günter Holland war er befreundet.
Ab Anfang der 1970er Jahre schrieb er auch für die Wochenzeitung Die Zeit und die Zeitschriften Stern und Der Feinschmecker eine monatliche Kolumne.
1975 schloss sich die Interessengemeinschaft „Neue Köche“ aus Siebeck und vier Münchner Küchenchefs zusammen: Eckart Witzigmann aus dem Tantris, Dieter Biesler (Vier Jahreszeiten), Hans-Peter Wodarz (Die Ente) und Otto Koch (Le Gourmet); das Vereinsziel war „bedingungslose Qualität“.
Nachdem Siebeck 1979 Loriot porträtiert hatte, sprach dieser nie wieder mit ihm.
Siebeck publizierte immer wieder als Restaurantkritiker. Bis 2011 verfasste er eine wöchentliche Kolumne in der Wochenzeitung Die Zeit (in der Beilage ZeitMagazin Leben).
Von 2011 an erschienen seine Zeit-Beiträge seltener. Siebeck schrieb danach bis 2015 den Blog Wo is(s)t Siebeck – Ein Reisetagebuch.

## Privatleben
Siebeck war von 1959 bis 1969 mit seiner ersten Frau Erika verheiratet und seit 1969 in zweiter Ehe mit Barbara McBride (* 1940), geborene Wilke. Sie brachte drei Söhne aus ihrer ersten Ehe mit dem Fotografen Will McBride mit.
1969 ließ sich die Familie in Widdersberg am Ammersee im ehemaligen Haus von Fritz Helmuth Ehmcke nieder. Von hier aus starteten Barbara und Wolfram Siebeck ihre ersten „kulinarischen Reisen“, vor allem nach Frankreich. 1982 zog die Familie nach Schondorf.
1985 zog Wolfram Siebeck mit seiner Frau Barbara in einen Trakt der Burg Schloss Mahlberg in der Nähe von Lahr. Den Sommer verbrachten Wolfram und Barbara Siebeck in ihrem Haus in Puy-Saint-Martin in der Provence.

## Werk
Wolfram Siebecks Kolumnen und auch seine Buchveröffentlichungen hatten – laut eigener Aussage – ein Ziel: Die Leser sollten erfahren und dafür sensibilisiert werden, dass Essen und Trinken von höchster Qualität sein müssen. Siebeck polemisierte in seinen Kolumnen und Büchern gegen Fast Food, Fertiggerichte, Lebensmittel aus den Discount-Läden, subventionierte Landwirtschaft und nicht artgerechte Tierhaltung, mangelhafte Tischkultur und die seiner Meinung nach schlechte deutsche Küche. Sein Stil war satirisch. Auch an Selbstironie und Selbstkritik ließ es Siebeck in den essayistisch angelegten Artikeln nicht mangeln.
Anfang der 1980er Jahre produzierte der Südwestfunk mit Siebeck eine zwölfteilige Kochsendung. Dazu hatte der Dokumentarfilmer Roman Brodmann angeregt, der auch Feinschmecker war. Für jede der Folgen wurden Spitzenköche zu Siebeck, der für sie ein Menü kochte, nach Hause eingeladen – so unter anderen die Sterne-Köche Marc Haeberlin, Émile Jung, Hans Stucki und Heinz Winkler. Das Menü wurde serviert, kommentiert und bewertet, und die Profiköche ließen sich zu mancher ironischen bis beißenden Kritik hinreißen. Die Serie wurde aufgrund des Todes von Roman Brodmann eingestellt.
Aufgrund seiner zahlreichen Glossen in der Zeit und in der Süddeutschen Zeitung in den 1960er und 1970er Jahren und durch seine ersten Buchveröffentlichungen galt Siebeck damals „als einer der witzigsten Glossen- und Geschichtenschreiber deutscher Sprache“. Beispielsweise parodierte er 1969 einmal die Musikrezensionen von Joachim Kaiser, indem er „Münchens neueste Baustelle“ auf „der oberen Leopoldstraße“ als kulturelle Veranstaltung betrachtete. Für die Leistungen der Mitwirkenden – wie Alois Stiebl mit seiner Explosionsramme – verwendete Siebeck dabei das Vokabular eines Musikkritikers („Das noble, beseelte, fast schmerzhafte Stakkato, das Stiebl aus dem Nichts beziehungsweise aus einem herrlichen Instrument holte, war Phon in höchster Reinheit“) und gab durch Einbeziehung von Straßenbahngeräuschen „(Linie 43, Bahnhof – Kaiser Joachim-Platz)“ einen deutlichen Hinweis auf den Parodierten.
1975 veröffentlichte Günter Herburger das Gedicht „Zur Verbesserung des Feuilletons“, in dem er seine Ablehnung von Siebeck und anderen Autoren ausdrückte. Siebeck antwortete in der Glosse „Mit deutscher Zunge“. Eckart Witzigmann entwickelte 1976 für Siebeck das Gericht Kalbsbries Rumohr.

## Ehrungen
- 1991 ernannte ihn die Regierung von Frankreich offiziell zum Chevalier du mérite agricole.
- 2003 wurde ihm anlässlich seines 75. Geburtstags das Bundesverdienstkreuz erster Klasse verliehen.
- 2008: Goldenes Ehrenzeichen für Verdienste um das Land Wien

## Rezeption
1981 widmete ihm die Neue-Deutsche-Welle-Band Foyer des Arts mit dem Sänger und späteren Schriftsteller und Publizisten Max Goldt das Lied Wolfram Siebeck hat recht!
Seit Oktober 2021 gibt die Online-Ausstellung „Wolfram Siebeck & das Deutsche Küchenwunder“ unter anderem einen Einblick in das Leben des Gastronomiekritikers Wolfram Siebeck. Die Ausstellung basiert auch auf Zeugnissen seines Nachlasses.

## Fernsehporträts
- 1997: Vorkoster der Nation. Fernseh-Reportage, Deutschland, 30 Min., Buch und Regie: Ralph Quinke, Produktion: Spiegel TV, gedreht in seinem Haus in der Provence. Der Fernseh-Ableger des Nachrichtenmagazins porträtiert den Feinschmecker und Gastronomiekritiker Wolfram Siebeck. Das Fernsehteam begleitet den Gourmet nach Frankreich und Baden und lässt ihn über die Esskultur philosophieren.

- 2004: Lebenslinien: Der Küchenpapst. Wolfram Siebeck – Weltbürger und Grenzgänger. Fernseh-Reportage, Deutschland, 30 Min., Buch und Regie: Evelyn Schels, Produktion: Bayerischer Rundfunk, gedreht in Mahlberg und der Provence.[23]

- 2006: Gero von Boehm begegnet Wolfram Siebeck. Gespräch, Deutschland, 30 Min., Buch und Regie: Gero von Boehm, 3sat. Gero von Boehm besucht Wolfram Siebeck in seinem Heim auf Schloss Mahlberg und spricht mit ihm über Fleischskandale und wie man guten Geschmack lernen kann, über Esskultur in Deutschland und anderswo und über seine Rolle als Vermittler zwischen Gast und Gastronomie.[24]

## Hörspiel
- Ulrich Gerhardt: Die Wolfram-Siebeck-Tapes. Da gehen wir nicht mehr hin. Deutschlandradio Kultur. 2017.[25]

## Publikationen
- Gewusst wie, und sechsundvierzig andere Satiren (= Bibliothek für Lebenskünstler). Diogenes, Zürich 1970, DNB 458943606.
- Klappe zu – Affe tot. Nymphenburger, München 1973, ISBN 3-485-00076-0.
- Wolfram Siebecks Kochschule für Anspruchsvolle. Nymphenburger, München 1976, ISBN 3-485-00264-X.
- Wolfram Siebecks beste Geschichten. Nymphenburger Verlagshandlung, München 1977, ISBN 978-3485003254.
- Kulinarische Notizen. Nymphenburger, München 1980, ISBN 3-485-00385-9.
- Sonntag in deutschen Töpfen. Nymphenburger, München 1982, ISBN 3-485-00424-3.
- Kochen bis aufs Messer. Nymphenburger, München 1982, ISBN 3-485-00442-1.
- Aller Anfang ist leicht. Heyne, München 1983, ISBN 3-453-40430-0.
- Eine Prise Süden. Heyne, München 1984, ISBN 3-453-36003-6.
- Liebe auf den ersten Biss. Heyne, München 1985, ISBN 3-453-36008-7.
- Nicht nur Kraut & Rüben. Heyne, München 1985, ISBN 3-453-36011-7.
- Vorsicht, bissiger Hummer! Heyne, München 1986, ISBN 3-453-36016-8.
- Wenn Madame den Deckel hebt. Heyne, München 1986, ISBN 3-453-05047-9.
- Frisch gewürzt ist halb gewonnen. Heyne, München 1987, ISBN 3-453-05421-0.
- Die schönsten und besten Bistros von Paris. Heyne, München 1988, ISBN 3-453-04361-8 (vol. 1–2)
- Die Feinschmecker-Kochschule. Heyne, München 1989, ISBN 3-453-03228-4.
- Das leckere Dutzend. Heyne, München 1989, ISBN 3-453-03602-6.
- Die Weinstuben des Elsaß. Heyne, München 1991, ISBN 3-453-04775-3.
- Das Haar in der Suppe hab' ich nicht bestellt. Eichborn, Frankfurt am Main 1992, ISBN 3-8218-1296-6.
- Die Rosine im Kuchen. Eichborn, Frankfurt am Main  1995, ISBN 3-8218-1316-4.
- Die Beisln von Wien. Heyne, München 1995, ISBN 3-453-09107-8.
- Die Kaffeehäuser von Wien. Heyne, München 1996, ISBN 3-453-11530-9.
- Ich kochte das »Dinner for One«. Fischer Taschenbuch, Frankfurt am Main 1998, ISBN 3-596-13816-7.
- mit Barbara Siebeck und Sigl Hengstenberg (Fotos): Barbaras Garten. Brandstätter, Wien 2003, ISBN 978-3-85498-240-1.
- Siebecks deutsche Klassiker. 10 Spitzenköche zu Gast, Zeit-Edition, Hölker 2005, ISBN 3-88117-696-9.
- Alle meine Rezepte. Eurocultour via Calle Arco, Pöcking 2006, ISBN 3-00-012133-1.
- Die Deutschen und ihre Küche. Rowohlt, Berlin 2007, ISBN 978-3-87134-583-8.
- mit Barbara Siebeck (Fotos): Das Kochbuch der verpönten Küche. Edition Braust, Heidelberg 2008, ISBN 978-3-89904-281-8.
- Siebecks Seitenhiebe. Gräfe und Unzer, München 2008, ISBN 978-3-8338-1423-5.
- Wolfram Siebeck isst unterwegs: Kulinarische Abenteuer. Residenz, Salzburg 2011, ISBN 978-3-7017-3233-3.
- mit Josef Matzerath, Georg W. Schenk: Hofmenüs für heute. Rezepte vom Dresdner Hof. Zubereitet von sächsischen Köchen und Patissiers. Thorbecke Verlag, Ostfildern 2013, ISBN 978-3-7995-0503-1.
- Ohne Reue und Rezept. Mein Leben für den guten Geschmack. Erinnerungen. Schöffling & Co., Frankfurt am Main 2024, ISBN 978 3 89561 229 9.

## Nachlass

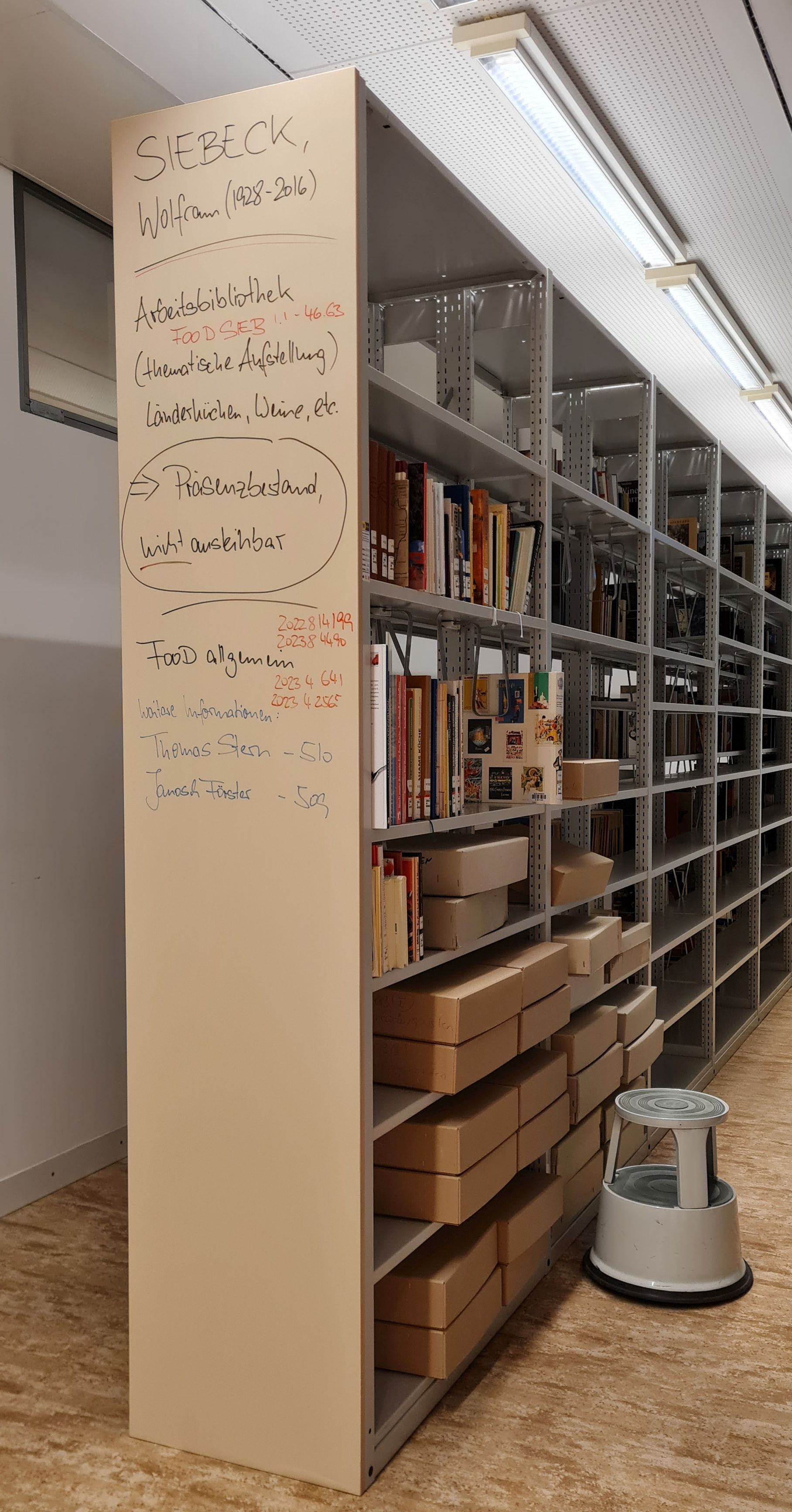
Deutsches Archiv der Kulinarik

Zwar hatte Wolfram Siebeck 2008 Ostdeutschland als kulinarische No-Go-Area bezeichnet, aber er revidierte seine Meinung in seinem 2013 veröffentlichten Buch Hofmenüs für heute – Rezepte vom Dresdner Hof. Im Jahr 2014 entschloss er sich, seinen Nachlass der Sächsischen Landesbibliothek  zu übereignen, auch weil diese mit der Bibliotheca gastronomica des Sammlers Walter Putz schon einen umfangreichen Grundstock gastrosophischer Literatur besitzt. 2018 übernahm die Landesbibliothek den Nachlass Siebecks.
Einige Tonaufnahmen, die Siebeck als Notizen verwendete, wurden 2020 auf Deutschlandfunk Kultur gesendet.

## Trivia
Die Band Foyer des Arts veröffentlichte 1982 auf dem Album Von Bullerbü nach Babylon den Titel Wolfram Siebeck hat Recht.
Über viele Jahre veröffentlichte Siebeck ein Weihnachtsmenü in Die Zeit. 1997 passierte ein Rezept-Fehler: Die Zitronen-Mousse – von vielen Lesern nachgekocht – war mit den angegebenen Mengen ungenießbar sauer.